# Cribrolecanium andersoni
Cribrolecanium andersoni är en insektsart som först beskrevs av Robert Newstead 1917.  Cribrolecanium andersoni ingår i släktet Cribrolecanium och familjen skålsköldlöss. Inga underarter finns listade i Catalogue of Life.